# Estadio El Vivero
El estadio El Vivero fue un campo de fútbol situado en la ciudad Badajoz. 

## Historia
El Vivero fue inaugurado un 13 de mayo de 1909 por el entonces equipo de la ciudad que llevaba el nombre de Sport Club Badajoz. Ese día el equipo anfitrión caía derrotado por el Club Internacional de Lisboa por 0-2.
En 1916 Francisco Fernández Marquesta (Conde de la Torre del Fresno) cedió en usufructo parte de la finca ‘Palomas’ al club para construir el estadio y a su muerte en 1931 lo donó al Sport Club Badajoz del que formó parte de su junta directiva. Fue propiedad del club hasta el año 1983 que pasó a ser propiedad del Ayuntamiento de Badajoz tras comprarlo y ayudar así con ello a la entidad a superar la situación económica crítica que padecía por aquel año.
En 1917 se construyen las casetas y se procede al vallado del estadio primeramente se hizo con alambre de espino y posteriormente tras la creación de la Federación Extremeña de Fútbol se procedió a su cerramiento acorde con las necesidades reglamentarias requeridas para celebrar partidos con equipos federados de provincias cercanas.
La mejor entrada desde su inauguración se produjo en junio de 1949 con la visita del Athletic Club para disputar el Torneo de Ferias, cuando incluso se tuvieron que poner gradas supletorias ante la expectación despertada en toda la provincia incluso en el país vecino de Portugal.
El 17 de marzo de 1936 el Sport Badajoz y el Racing Club Extremeño se unieron para formar el Badajoz Foot-ball Club (que en 1939 recuperó el nombre de Sport Club Badajoz y el 21 de enero de 1941 adoptó el nombre de Club Deportivo Badajoz -traducción literal del anterior-). Se tuvo que sortear los colores del equipo saliendo los del Sport Club Badajoz, blanquinegros.
Durante la guerra civil española siendo presidente el Sr. Luis Bermejo este se fue a vivir con su familia al estadio para que las tropas no ocuparan el campo.
En 1952 con el ascenso del equipo a Segunda División se llevaría a cabo la remodelación del estadio construyéndose fosos, se colocaron graderíos en las tribunas laterales y fondos. Ya entre los años 1964-1965 se cubría la Tribuna central, dos años después con la creación del Trofeo Ibérico se dotaría al estadio con las torretas de luz artificial.
El Club Deportivo Badajoz volvió a lograr en el Vivero el ascenso a Segunda División por cuarta vez el 29 de junio de 1992 en un partido contra el Fútbol Club Cartagena y en que los pacenses ganarían por 5-1 con unas gradas llenas incluso habiendo puesto algunas supletorias.
Durante la década de los noventa El Vivero presumió de tener uno de los mejores césped de España solo comparado con el Camp Nou terreno de juego del F.C. Barcelona.
En noviembre de 1997 el Real Madrid Club de Fútbol visitó El Vivero para recaudar fondos para ayudar a las familias afectadas por las inundaciones que se produjeron ese mes en dos barriadas de la ciudad consecuencia de profunda borrasca en un proceso de Ciclogénesis y otros muchos factores que dejó más de veinte víctimas mortales.
El 2 de diciembre de 1998, el Club Deportivo Badajoz se trasladó al Estadio Nuevo Vivero, aunque aún disputaría algún partido en el viejo vivero durante la resiembra del césped del nuevo estadio en 2006. El viejo estadio sería campo habitual de la Unión Deportiva Badajoz y del Badajoz Industrial, otros equipos de la ciudad en la categoría de Regional Preferente de Extremadura hasta que desapareció este último en 2009.
El 21 de marzo de 2009, se celebró el último partido oficial para despedir el Viejo Vivero entre la Unión Deportiva Badajoz y el Moralo Club Polideportivo y que fue televisado por Canal Extremadura como homenaje despedida al estadio pacense. Despedida del Estadio El Vivero en YouTube.
En 2009, El Vivero empezó a ser derribado para construir sobre él una ciudad deportiva y tras año y medio de obras el Viejo Vivero pasó a ser historia.